# Cassagnoles, Hérault
Cassagnoles är en kommun i departementet Hérault i regionen Occitanien i södra Frankrike. Kommunen ligger i kantonen Olonzac som tillhör arrondissementet Béziers. År 2022 hade Cassagnoles 109 invånare.

## Befolkningsutveckling
Antalet invånare i kommunen Cassagnoles
Referens:INSEE